# Polyptychus tiro
Polyptychus tiro är en fjärilsart som beskrevs av Kernbach 1957. Polyptychus tiro ingår i släktet Polyptychus och familjen svärmare. Inga underarter finns listade i Catalogue of Life.